# Strzała (Jedwabno)
Strzała ist ein kleiner Ort in der polnischen Woiwodschaft Ermland-Masuren und gehört zur Landgemeinde Jedwabno (1938 bis 1945 Gedwangen) im Powiat Szczycieński (Kreis Ortelsburg).
Strzała liegt südwestlich der Jezioro Krzywek und nördlich der Jezioro Linki in der südlichen Mitte der Woiwodschaft Ermland-Masuren, 15 Kilometer südwestlich der Kreisstadt Szczytno (deutsch Ortelsburg).
Über die Historie des kleinen Ortes liegen keine Belege vor. Auch steht nicht fest, ob es den Ort vor 1945 schon gegeben und welche deutsche Bezeichnung er gehabt hat. Möglich ist, das die heutige Waldsiedlung (polnisch Osada leśna) vor 1945 einmal eine Försterei im ostpreußischen Kreis Neidenburg war.
Strzała ist eine Ortschaft innerhalb der Landgemeinde Jedwabno im Powiat Szczycieński, bis 1998 der Woiwodschaft Olsztyn, seither der Woiwodschaft Ermland-Masuren zugehörig.
Kirchlich ist Strzała sowohl evangelischer- als auch katholischerseits nach Jedwabno in der Diözese Masuren der Evangelisch-Augsburgischen Kirche in Polen bzw. im Erzbistum Ermland ausgerichtet.
Nach Strzała führt von Narty (Narthen) an der Landesstraße 58 aus ein Landweg. Eine Anbindung an den Bahnverkehr besteht nicht.